# بوندنير فوراب
بوندنير فوراب (بالإنجليزية: Bündner Vorab)‏ هو أحد جبال سلسلة جبال الألب غلاروس ويقع في كانتون غلاروس/كانتون غراوبوندن في سويسرا. يحتل المرتبة رقم 202 في قائمة جبال سويسرا من حيث الارتفاع، إذ يبلغ ارتفاعه حوالي 3028 متر، بينما يبلغ ارتفاع نتوء الجبل 408 متر، هذا وقد سجل أول وصول لقمة الجبل عام 1842.

## معرض صور

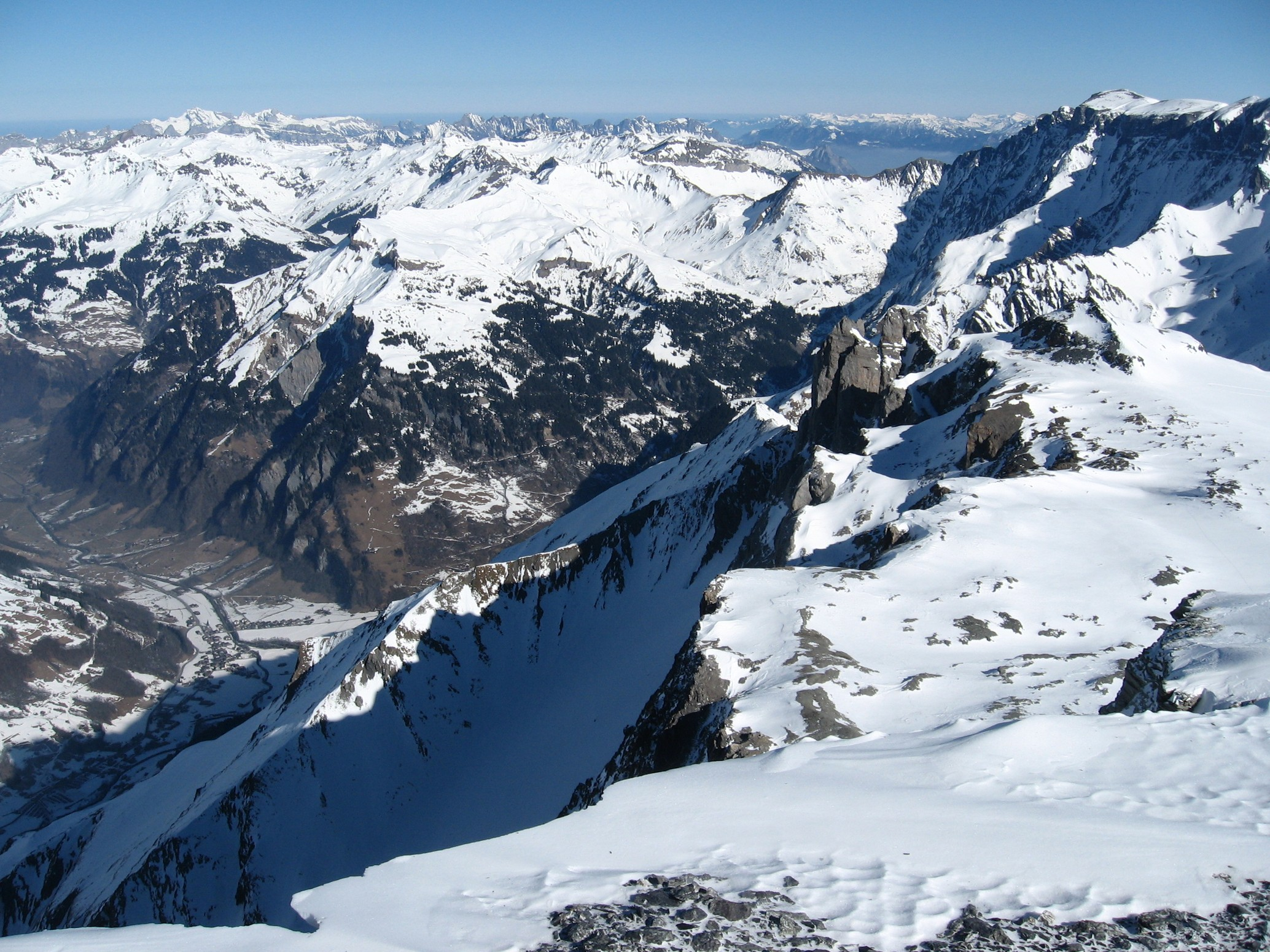
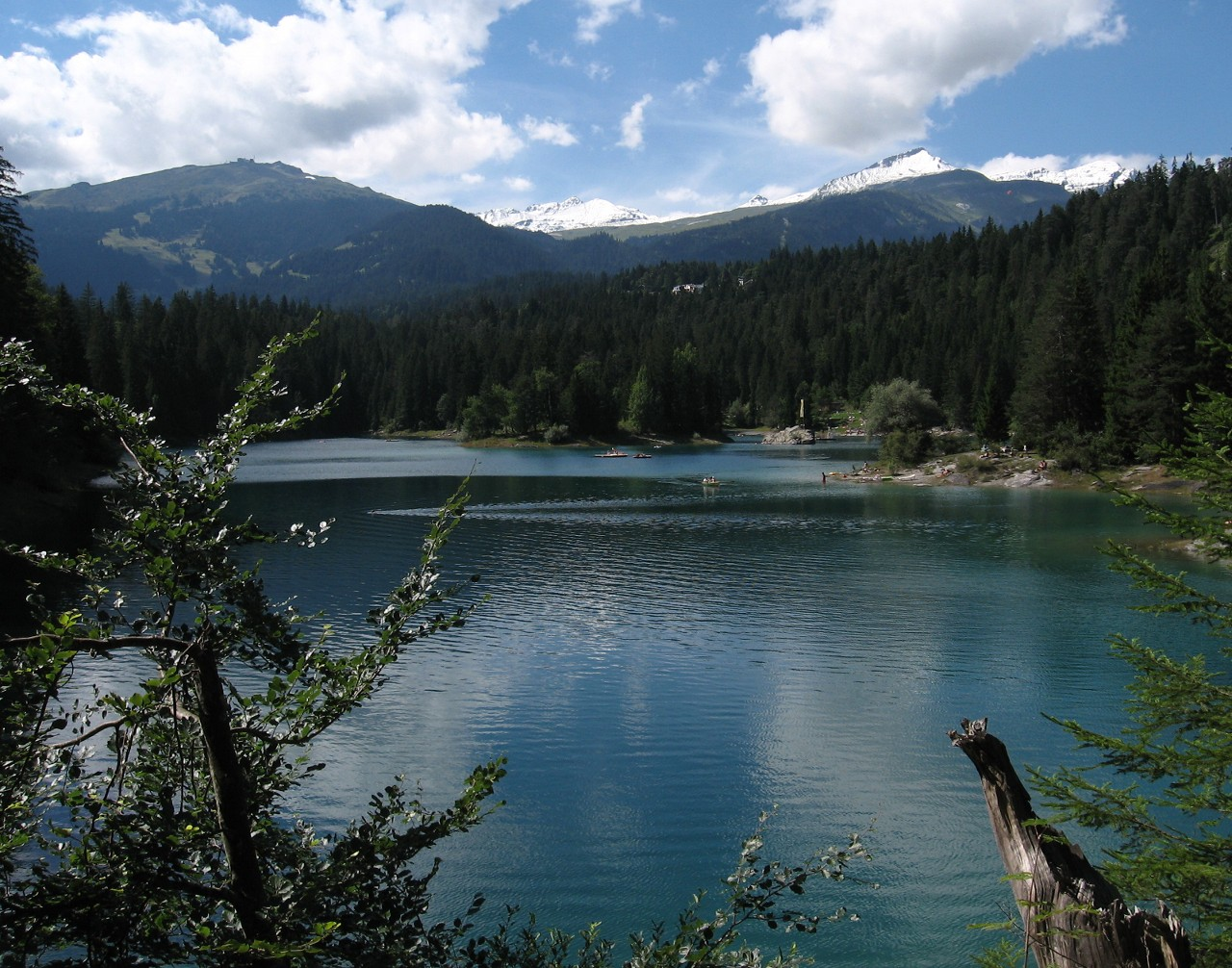
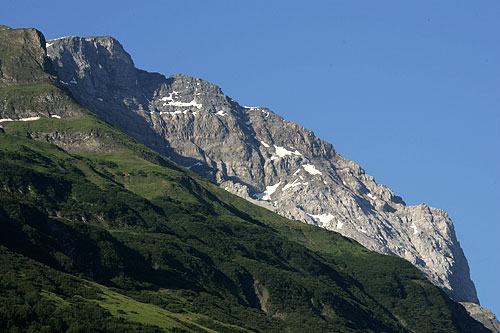